# IPhone 3G
Das iPhone 3G ist das zweite Smartphone der iPhone-Reihe des US-amerikanischen Unternehmens Apple. Das Gerät wird hauptsächlich durch Fingerberührungen am Multi-Touch-Bildschirm bedient. Es wurde am 9. Juni 2008 im Rahmen der WWDC 2008 im Moscone Center von San Francisco vorgestellt.
Auf dem iPhone 3G kommt Apples Betriebssystem iOS zum Einsatz. Bei der Einführung wurde Version 2.0 mitgeliefert, die höchste von Apple unterstützte Version ist 4.2.1. Diese wurde am 22. November 2010 veröffentlicht. Nachfolgende iOS-Versionen unterstützen das iPhone 3G nicht mehr.
Ab dem 11. Juli 2008 wurde das Gerät in 21 Ländern parallel ausgeliefert, darunter in Deutschland, Österreich und der Schweiz. Am 17. Juli begann der Verkauf in Frankreich. Am 7. Juni 2010, wenige Wochen vor der Veröffentlichung des iPhone 4, wurde der offizielle Verkauf eingestellt.

## Design

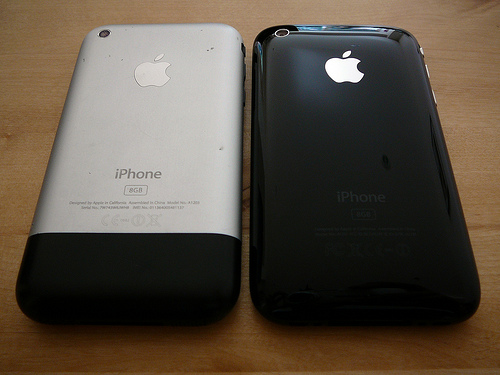
iPhone (1. Generation) (links)
iPhone 3G (rechts)

Das Gerät besitzt eine Rückseite aus schwarzem Kunststoff. Das 16-Gigabyte-Modell war darüber hinaus auch in weiß erhältlich.
Gegenüber dem Vorgängermodell waren die Ecken abgerundet und das Gerät dicker. Als Grund dafür wurde eine bessere Empfangsleistung bei niedrigerem Energieverbrauch angegeben.

## Technische Daten

### Hauptprozessor
Das iPhone 3G verwendet einen von Samsung hergestellten ARM11-Prozessor, der mit 412 MHz getaktet wird. Die Bezeichnung des System-on-a-Chip, auf dem sich dieser Prozessor mitunter befindet, lautet S5L8900. Es handelt sich um den gleichen Prozessor wie im ersten iPhone und dem iPod touch der ersten Generation. Der Prozessor unterstützt ARMv6, eine 32-Bit-Architektur.

### Mobilfunk und Vernetzung
Wie von Steve Jobs bereits im September 2007 angekündigt, wurden die Kommunikationsfähigkeiten des iPhone erweitert. Die bedeutendste Neuerung war die Unterstützung von UMTS-Mobilfunk. Außerdem ist die Verwendung von HSDPA, einer Verbesserung von UMTS, möglich, soweit dies netzseitig unterstützt wird.

### Digitalkamera und Speicher
Die eingebaute 2-Megapixel-Kamera entspricht der Kamera aus der ersten Generation. Allerdings standen nun Video-Programme zur Verfügung, deren Verwendung allerdings sehr zu Lasten des Akkus geht. Die Qualität der aufgezeichneten Videos sollte im Nachfolgemodell leicht verbessert werden.
Das iPhone 3G verfügt (je nach Modell) über einen 8 oder 16 GB großen NAND-Flash-Speicher für Daten sowie einen Arbeitsspeicher von 128 MB. Nach der Einführung des iPhone 3GS wurde es nur noch in der 8-GB-Version hergestellt.

### Positionsbestimmung
Mit dem eingebauten GPS-Modul ist es möglich, die exakte Position zu bestimmen und in Google Maps anzuzeigen; vorausgesetzt wird eine aktive Internet-Verbindung zum Abrufen des Kartenmaterials. Drittanbieter wie Navigon und TomTom haben iPhone-Versionen ihrer Navigationssoftware entwickelt und im App Store veröffentlicht. Einige Kritiker bemängelten, die GPS-Antenne sei zu klein für eine genaue Ortung – viele Tests berichteten jedoch von punktgenauer Ortung. Neben den GPS-Positionsdaten werden auch A-GPS-Informationen von Mobilfunkmasten und WLAN-Access-Points verwendet, um die Ortung auch ohne GPS zu ermöglichen (etwa in Gebäuden) und allgemein die Genauigkeit zu erhöhen.
Viele erhältliche Programme verwenden das GPS-Modul, beispielsweise um einen gelaufenen Weg nachzuvollziehen oder um die Geschwindigkeit zu ermitteln.

## Preise

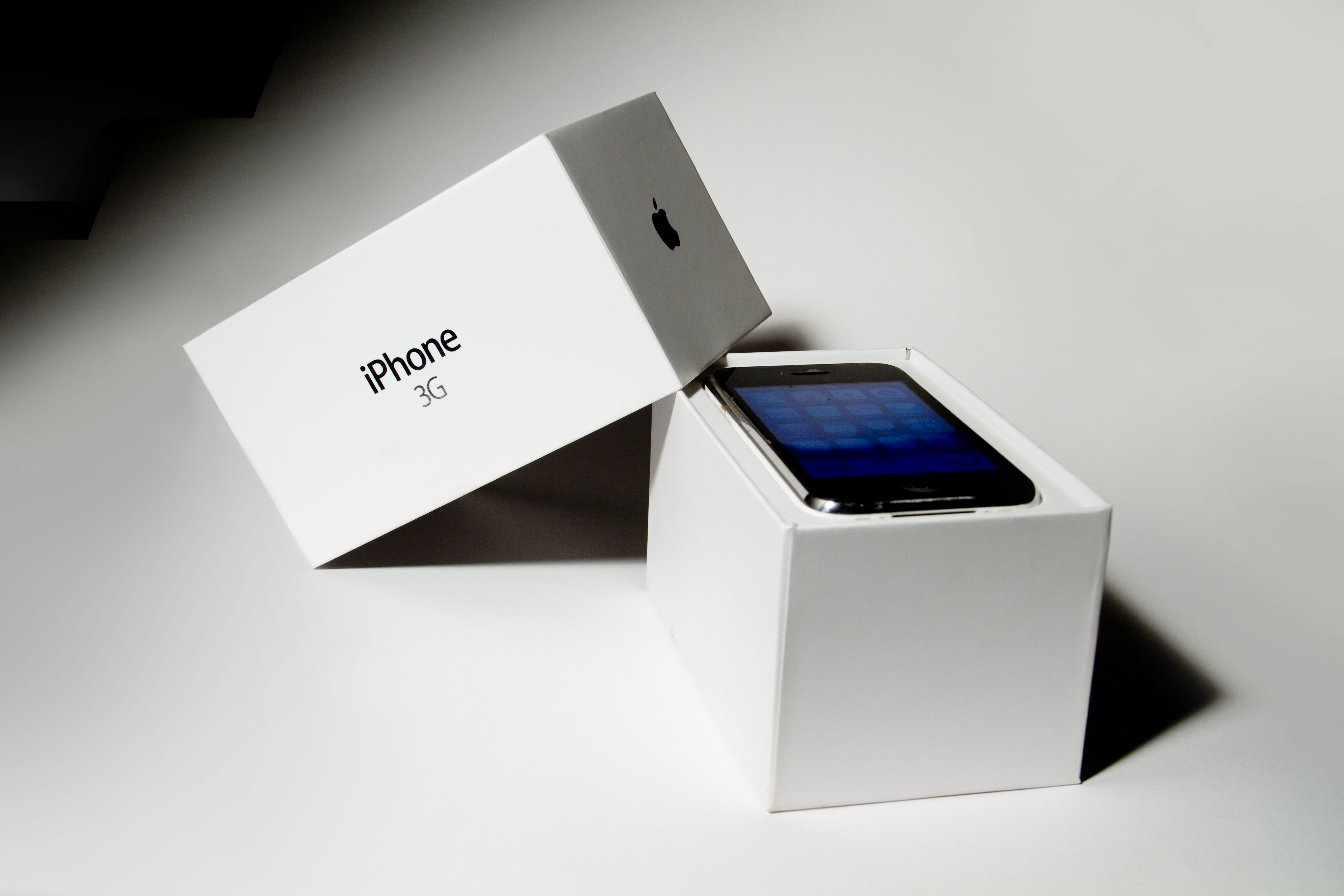
Verpackung des iPhone 3G

Die Preise bei zweijähriger Vertragsbindung wurden gegenüber dem Vorgängermodell gesenkt; in den USA war das iPhone 3G zum Beispiel für 199 $ (8 GB) bzw. 299 $ (16 GB) erhältlich, in Deutschland lag der von T-Mobile subventionierte Preis je nach Tarifbindung für die 8-GB-Variante zwischen einem Euro und 169,95 Euro, bzw. zwischen 19,95 Euro und 249,95 Euro für die 16 GB-Variante.

## Kritik
Nach dem Update auf die Softwareversion iOS 4 im Juni 2010 traten teilweise massive Leistungsprobleme beim iPhone 3G auf. Verglichen mit der Vorgängersoftware iPhoneOS 3.1.3 reagierte es nur noch halb so schnell auf Eingaben. Dieses Problem ist auf die Erweiterungen des Funktionsumfangs von iOS 4 zurückzuführen. Obwohl Apple beim iPhone 3G viele Funktionen nicht aktiviert, ist der Hauptprozessor trotzdem nicht stark genug und der Arbeitsspeicher ist mit 128 MB zu gering dimensioniert um eine ansprechende Bedienbarkeit von iOS 4 bereitzustellen. Der ebenfalls aus dieser Problematik resultierende Benutzerspeicher für das iPhone 3G beträgt in iOS 4 lediglich 84 MB; für das Springboard und zusätzlich laufende Apps ist das nicht ausreichend. Apple hat versucht die Performance mit Updates zu verbessern, die Verbesserungen waren jedoch nur mäßig, sodass Apple wegen Lügen und Täuschungen bezüglich der Performance des iPhone 3G verklagt wurde. Der iPod touch der 2. Generation, welcher das iPod-touch-Pendant zum iPhone 3G darstellt, war von dieser Problematik nicht so stark betroffen, da dieser ein anderes SoC (S5L8720) verwendet, welches eine leistungsstärkere Architektur als der S5L8900 des iPhone 3G besitzt und zusätzlich mit einer höheren Taktfrequenz betrieben wird, woraus eine bessere Performance resultiert.
Eine größere Anzahl von Nutzern beklagte sich über schlechten Empfang und Verbindungsprobleme mit dem iPhone 3G. Eine Erklärung von Apple zu diesem Thema gibt es nicht. Im August 2008 wurde von Vermutungen berichtet, denen zufolge die Probleme durch von Infineon gelieferte, unausgereifte UMTS-Chipsätze verursacht worden sein könnten.